# Rudolf Rufener
Rudolf Rufener (* 31. Mai 1906 in Zürich; † 14. November 1972 in Aarau) war ein Schweizer Altphilologe, Gymnasiallehrer und Platon-Übersetzer.
Rudolf Rufener wurde 1935 an der Universität Bern in klassischer Philologie promoviert (Die syntaktische Struktur der Distichen in der römischen Elegie). Er war Lehrer an der Kantonsschule Aarau.
Seine Neuübersetzung Platons erschien ab 1948 bei Artemis (Bibliothek der Alten Welt, Neuauflage 1974 durch Olof Gigon und nochmals 2005). Sie fand weite Verbreitung, auch in der Sammlung Tusculum (Staat, Symposion) und wurde gegenüber der eng an den Originaltext gebundenen, für moderne Leser schwer verständlichen Übersetzung von Friedrich Schleiermacher aus dem 19. Jahrhundert für ihre flüssigere und lesbarere Form gelobt. Manfred Fuhrmann, selbst Platon-Übersetzer, charakterisierte so schon die ältere Übersetzung von Otto Apelt (PhB, Felix Meiner Verlag, ab 1916), und sah bei Rufener zusätzlich deutlich das Eindringen interpretativer Elemente.

## Schriften
Platon-Übersetzung:
- Die Werke des Aufstiegs: Euthyphron, Apologie, Kriton, Gorgias, Menon, Einleitung Gerhard Krüger 1948
- Der Staat, Einleitung Gerhard Krüger 1950
- Meisterdialoge: Phaidon. Symposion, Phaidros. Einleitung Olof Gigon 1958
- Frühdialoge: Laches, Charmides, Lysis, Der grössere Hippias, Der kleinere Hippias, Protagonas, Euthydemos, Ion, Menexenos. Einleitung Olof Gigon 1960
- Spätdialoge 1: Theaitetos; Der Sophist; Der Staatsmann; Kratylos. Eingeleitet von Olof Gigon. 1965
- Spätdialoge 2: Philebos; Parmenides; Timaios; Kritias. Eingeleitet von Olof Gigon. 1969
- Die Gesetze. Eingeleitet von Olof Gigon. 1974